# Сон смішної людини (мультфільм)
Сон смішної людини (рос. Сон смешного человека) — мультфільм Олександра Петрова за мотивами однойменного оповідання Ф. М. Достоєвського, виконаний в техніці «живопис по склу».

## Сюжет
Головний герой іде в потязі й розповідає про сон, який наснився йому після того, як він вирішив покінчити життя самогубством. Цей сон змінив його світогляд, відкрив істину.